# Украинский язык
Украи́нский язы́к (самоназвание — українська мова) — язык восточнославянской группы славянской ветви индоевропейской языковой семьи, национальный язык украинского народа и единственный государственный язык Украины. Распространён главным образом на Украине, а также в России, Беларуси, Казахстане, Польше, Словакии, Румынии, Молдове, Венгрии, Сербии и среди потомков эмигрантов в Канаде, США, Аргентине, Австралии и в других странах. В ряде государств Центральной и Восточной Европы, в которых украинцы, как правило, расселены компактно (Польша, Словакия, Сербия, Румыния, Хорватия и Босния и Герцеговина), украинский имеет статус языка национального меньшинства или регионального языка.
Общее число говорящих в мире на украинском языке, по разным оценкам, составляет от 36 до 45 миллионов человек, из них на Украине родным украинский является для 31,9 миллиона украинцев (85,2 %) и 328 тысяч русских (2001).
К основным фонетическим особенностям украинского языка относят развитие на месте *ě и этимологических *о, *е гласной і, вызвавшее чередования /о/, /е/ с /і/; отвердение согласных перед е; наличие фрикативного согласного /ɦ/. Из присущих украинскому черт морфологии отмечаются такие, как распространение звательного падежа; наличие в формах дательного и местного падежей существительных мужского рода окончаний -ові, -еві; распространение стяжённых форм прилагательных; образование форм будущего времени глаголов несовершенного вида синтетическим способом. В области синтаксиса распространены безличные предложения с неизменяемой глагольной формой на -но, -то и т. д..
Основой словарного состава украинского языка является праславянский лексический фонд, слова древнерусского, а также украинского происхождения: гарний «красивый», «хороший»; мрія «мечта»; щоденний «ежедневный», діяти «действовать» и многие другие.
Диалекты украинского языка традиционно группируют в три наречия: юго-западное (включающее волынско-подольские, галицко-буковинские и карпатские говоры), северное и ставшее основой современного литературного языка юго-восточное наречие.
Как и все восточнославянские языки, украинский сформировался на основе диалектов древнерусского языка. Выделению южных древнерусских диалектов в самостоятельный язык способствовали политический распад Киевской Руси, а позднее — вхождение украинских территорий в состав Великого княжества Литовского, в котором статус официального письменного языка имел западнорусский язык, также называемый староукраинским и старобелорусским. В истории литературного языка выделяют два основных периода: староукраинский язык (XIV — середина XVIII века) и современный украинский язык (с конца XVIII века). Основоположником литературного языка считается И. П. Котляревский, на становление норм литературного языка значительно повлияло творчество Т. Г. Шевченко.
В основе письменности лежит кириллица (украинский алфавит). Древнейшие памятники: украинские грамоты и юридические акты XIV—XV веков, Пересопницкое Евангелие (1556—1561); «Ключ царства небесного» М. Смотрицкого (1587), «Евангелие Негалевского» (1581), «Креховский Апостол» (1563—72), «Извещение краткое о латинских прелестих» И. Вишенского (1588), «Зерцало богословии» К. Ставровецкого (1618) и другие.

## О названии
Название українська мова как общее название языка на всей украинской этнической территории распространяется только в XX веке. До начала XX века вариантами его названий были: русский, малорусский, малороссийский, южнорусский (в научных работах XIX в.); англ. Ukrainian, нем. Ukrainisch,  фр. l'ukrainien.
Уже как минимум с XII века Украиной назывались приграничные земли Киевской Руси, позднее преимущественно земли днепровской Украины и Запорожской Сечи. В XVII веке Украиной стали называть бо́льшую часть территории современной Украины (центральные и восточные территории). Всё это время язык, на котором говорило население украинской этнической территории, сохранял название «руський». Этот лингвоним применялся не только к народно-разговорной речи, но и к письменному языку — так называемому западнорусскому — языку государственной канцелярии Великого княжества Литовского (в современной терминологии также — староукраинский язык или старобелорусский язык). В XIV—XVI веках в составе этого государства находилась бо́льшая часть территории современной Украины. Помимо самоназвания «руська мова» было известно также такое самоназвание западнорусского языка, как «про́ста мова». Дольше всего — до начала XX века — лингвоним «руський» сохранялся в находившейся в составе Австро-Венгерской империи Западной Украине (великорусский язык при этом называли «російським» или «московським»).

Школьное свидетельство об учёбе в гимназии з руською мовою навчання с «руським языком обучения» (Станиславов, Западная Украина, 1933 год)

В Российской империи украинский язык обычно назывался малорусским наречием, позднее — малороссийским языком. Так как по преобладающим представлениям того времени (до начала XX века) все восточнославянские диалекты представляли собой единый язык, то язык Украины именовали как малорусское наречие, равно как и белорусский язык называли белорусским наречием, а великорусский язык составляли два наречия — северновеликорусское и южновеликорусское. Подобные лингвонимы появились в связи со сложившимся с XIV века противопоставлением Малой (то есть древней, начальной, Киевской) Руси и Великой (периферийной, прежде всего Московской) Руси. Со временем произошло переосмысление этих понятий, сводившееся к противопоставлению «великий, более значительный» — «малый, менее значительный».
Кроме того, в научных работах XIX века по отношению к украинскому применялось такое название, как «южнорусский язык».

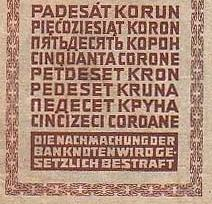
На австро-венгерских банкнотах название валюты указывалось не только на немецком, но и на других признанных краевых языках.

В XIX и в начале XX века статус «малорусского наречия» как самостоятельного языка являлся предметом дискуссий. Как отдельный язык малорусский рассматривали не только представители украинской и российской интеллигенции в Российской империи, но и некоторые языковеды в других странах, в частности Франц Миклошич. На территории бывшей Российской империи он получил официальное признание в качестве самостоятельного языка под названием «украинский язык» только после её распада, а термин «малороссийский», «малорусский» постепенно вышел из употребления. В то же время в Австро-Венгерской империи украинский (укр. руська мова, нем. Ruthenische Sprache) получил официальное признание как один из краевых языков в Галиции и Буковине ещё в середине XIX в., однако современное название закрепилось только в первой половине XX в.

## Классификация
По генетической классификации украинский язык относится к восточнославянской подгруппе славянской группы индоевропейской семьи.
Ближайшим генеалогически к украинскому является белорусский язык (начиная с IX—XI вв. оба языка частично формировались на общей диалектной базе — в частности, северная диалектная группа украинского языка участвовала в формировании разговорного белорусского языка, оба народа к XVI в. имели общий западнорусский письменный язык).
По типологической классификации украинский — флективный язык.

### Отличия от других славянских языков
Украинский язык имеет как черты, сближающие его с другими языками славянской ветви, так и отличающие его от этих языков: белорусского, русского, польского, болгарского, словацкого и других.
К основным языковым особенностям, которые выделяют украинский язык в ряду литературных восточнославянских языков, относят:
- отсутствие аканья;
- наличие гласной /i/ на месте древнерусской /ê/ и древнерусских /о/ и /е/ в новых закрытых слогах: сніг «снег», сіль «соль», нic «нёс» (др.-рус. снҍгъ, соль, неслъ);
- наличие фонемы /и/ на месте древнерусской /i/: милий [мылый] «милый»;
- отсутствие мягкости согласных перед /e/ и /и/: несли [нэслы] «несли», великий [вэлыкый] «большой»;
- переход древнего /е/ в /о/ только после шипящих и /й/ перед исконно твёрдым согласным независимо от ударения: чоловік «мужчина», «муж», шостий «шестой», його «его»;
- переход [л] > [ў] в составе праславянских групп *TъlT, *TьlT, *TolT и в глагольном суффиксе -*lъ: вовк [воўк] «волк», повний [поўный] «полный», жовтий [жоўтый] «жёлтый», знав [знаў] «знал»;
- сохранение звонкости согласных на конце слова: дуб [дуб] «дуб», ніж [ниж] «нож», ріг [риɦ] «рог»;
- сохранение мягкости конечного /ц′/: палець [па́лэць] «палец», кінець [кинэ́ць] «конец»;
- сохранение звательного падежа;
- сохранение древнерусской парадигмы существительных среднего рода типа плем’я «племя», теля «телёнок»;
- сохранение окончаний творительного падежа -ою, -ею без сокращения их в -oй, -eй: водою «водой», землею [зэмлэю] «землёй»;
- наличие окончания существительных мужского рода -oвi, -eвi в форме дательного падежа единственного числа независимо от типа основы: братовi «брату», коневi «коню»;
- распространение кратких форм прилагательных женского и среднего рода в именительном и винительном падежах: нова «новая», нову «новую», нове «новое», новi «новые»;
- сохранение инфинитива с основой на -ти: нести «нести», носити [носыты] «носить», читати [чытаты] «читать» и утрата инфинитива на *-či;
- сохранение плюсквамперфекта: купував був [купуваў буў] «покупал»;
- синтетическая форма будущего времени глаголов: купуватиму [купуватыму] «буду покупать», битимеш [бытымэш] «будешь бить»;
- другие языковые черты.

В то же время ряд особенностей украинского языка является характерным для того или иного белорусского или русского диалектных регионов. Так, например, в юго-западном белорусском диалекте отмечаются окончание -ою, -ею у существительных женского рода в форме творительного падежа единственного числа (сц’анóю «стеной», з’амл’óю / з’амл’éю «землёй»); образование форм глаголов будущего времени сочетанием инфинитива с личными формами глагола яць «ять» (раб’íц’му «буду делать / работать», раб’íц’м’еш «будешь делать / работать»). Для говоров севернорусского наречия характерно оканье; широкое распространение форм прилагательных со стяжением (контракцией); употребление форм плюсквамперфекта; кроме того, в вологодских и онежских говорах (отчасти в смоленских) известен переход [л] > [ў], [w].

## Распространённость

### Лингвогеография
Общая численность населения Земли, для которого украинский является родным языком — 34,71 млн человек (2003, из них на Украине — 32,6 млн человек). Число владеющих языком в мире — около 47 млн человек.

#### Украина
| - Самый распространённый родной язык по городским, посёлковым и сельским советам Украины по данным переписи 2001 года. - Украинский язык как родной на Украине по районам и горсоветам согласно переписи 2001 года. - Украинский язык как родной на Украине по областям согласно переписи 2001 года. - Украинский язык в Черновицкой области согласно переписи 2001 года. - Украинский язык в Закарпатской области согласно переписи 2001 года. |

- На территории Украины в 1993 году было около 31 млн человек, родным языком для которых был украинский, к 2001 году (согласно переписи населения, несмотря на общее уменьшение численности населения страны) их число увеличилось до 32,7 млн человек — 67,5 % населения[38]. Бо́льшая часть жителей, для которых украинский язык не является родным, владеет им в той или иной мере, в основном благодаря обязательному изучению украинского языка в средних и высших учебных заведениях.
- В 2001 году украинский язык преобладал практически во всех сельских, поселковых и городских советах Тернопольской, Ивано-Франковской, Волынской, Ровненской, Хмельницкой, Винницкой, Житомирской, Черкасской, Киевской и Полтавской областей. Во Львовской области преимущественно украиноязычным не являлся лишь один сельсовет. Украинский язык родным также назвало абсолютное большинство населения города Киева, Черниговской, Кировоградской, Сумской, Закарпатской, Черновицкой, Херсонской, Николаевской, Днепропетровской, Харьковской и Запорожской областей, относительное большинство (46,3 %) населения Одесской области, 30,0 % населения Луганской области, 24,1 % населения Донецкой области, 10,1 % населения Автономной Республики Крым и 6,8 % населения Севастопольского горсовета[39].
- Среди этнических украинцев 85,2 % считают его родным, среди поляков на Украине — 71,0 %, крымских татар — 0,1 % и русских на Украине — 3,9 %[38].

#### Россия
- Согласно переписи 2002 года, 1 400 576 или 47,59 % украинцев Российской Федерации владели другими (кроме русского) языками, из них 1 267 207 владели украинским языком. Всего указавших владение украинским языком в России было 1 815 210 (5-е место после русского, английского, татарского и немецкого).
- Согласно переписи 2010 года, количество указавших владение украинским языком уменьшилось до 1 129 838. Своим родным языком украинский назвали 499 466 человек[40].
- Согласно переписи 2020—2021 годов, которая была проведена также в незаконно аннексированном Россией Крыму, количество указавших владение украинским языком уменьшилось до 627 106 (9-е место). Сообщивших об его использовании в повседневной жизни было 208 854 (23-е место, в Белгородской области — 3-е, после русского и английского)[41]. Родным украинский был для 294 952 (21-е место)[42].

Украинский язык традиционно распространён на приграничных с Украиной территориях России: его востополесский диалект на Стародубщине (юго-западная часть Брянской области), слобожанский диалект на Восточной Слобожанщине (западная часть Курской области, южная часть Белгородской области, южная и центральная части Воронежской области) и степной диалект на Кубани (бо́льшая часть Краснодарского края, отдельные районы на юге и западе Ростовской области).
Украинский язык Кубани местные называют «балачкой». На официальном уровне она, как и другие распространённые в России украинские диалекты, признана диалектом русского языка.
Согласно заявлению МИД РФ в 2009 году, «в Российской Федерации нет школ, где вся учебная программа преподаётся на украинском языке».
С 2014 года в ходе российско-украинской войны Россия проводит политику насильственной русификации и искоренения украинского языка на захваченных ею территориях Украины. Этой политике также подвергаются депортированные в Россию украинские дети.

#### Беларусь
- Согласно переписи 1999 года, украинский как родной язык указали 42,9 % украинцев Республики Беларусь, которых по данным этой же переписи в стране насчитывалось 237 тысяч[53].
- Согласно переписи 2009 года, украинский был родным для 51 039 человек (0,54 % населения страны, 3-е место после белорусского и русского). Украинцев среди указавших украинский родным было 46 403 (29,2 % всего украинского населения республики), представителей других национальностей — 4 636[54]. Разговаривающих на нём дома было 6 279[55].
- Согласно переписи 2019 года, количество указавших украинский язык как родной увеличилось до 55 020 человек (0,58 % населения страны, 3-е место). Украинцев среди указавших украинский родным было 46 386 (29,1 % всего украинского населения республики), представителей других национальностей — 8 634. Количество разговаривающих на нём дома увеличилось до 8 055[56].

#### Молдова
- Согласно переписи 2004 года, родным украинский был для 186 394 человек (5,51 % населения страны, 4-е место после молдавского, румынского и русского). 130 114 человек (3,85 % населения Республики Молдова) указали, что обычно разговаривают на украинском[57].
- Согласно переписи 2014 года, количество указавших украинский язык как родной уменьшилось до 107 252 человек (3,82 % населения страны, 5-е место после молдавского, румынского, русского и гагаузского), а количество обычно разговаривающих на украинском — до 73 802 человек (2,63 % населения республики)[58][59].

#### Румыния
- Согласно переписи 2002 года, украинский как родной язык указали 57 407 человек (0,26 % населения Румынии, 4-е место после румынского, венгерского и цыганского), из которых 33 506 были жителями жудеца Марамуреш, 8 497 — жудеца Сучава[60].
- Согласно переписи 2011 года, количество указавших украинский язык родным уменьшилось до 48 910 человек (0,24 % населения страны, 4-е место), из них 30 548 были жителями жудеца Марамуреш, 6 097 — жудеца Сучава[61][62].
- Согласно переписи 2021 года[рум.], количество указавших украинский язык родным уменьшилось до 40 861 человек (0,21 % населения страны, 4-е место), из них 25 446 были жителями жудеца Марамуреш, 5 822 — жудеца Сучава[63][64].

#### Германия
- По данным микропереписи, проведённой Федеральной службой статистики Германии[нем.], по состоянию на 2024 год в Федеративной Республике Германия проживало около 711 тысяч украиноговорящих (0,86 % населения страны)[65].

#### Казахстан
- Согласно переписи 2009 года, 52,5 тысячи или 15,8 % украинцев Казахстана указали родным языком язык своей национальности[66].
- Согласно переписи 2021 года, 77,2 тысячи или 19,9 % украинцев страны указали украинский язык родным[67].

#### Литва
- По данным переписи 2021 года, 4 835 человек или 0,17 % населения Литовской Республики указали украинский язык родным — он являлся пятым по распространённости родным языком в стране после литовского, русского, польского и белорусского. Ещё 4 876 человек или 0,17 % жителей Литвы указали, что владеют украинским языком как иностранным[68].

#### Эстония
- По данным переписи 2000 года, 12 299 человек или 0,90 % населения Эстонской Республики указали украинский язык родным (3-е место после эстонского и русского)[69].
- По данным переписи 2011 года, 8 016 человек или 0,62 % населения страны указали украинский язык родным (3-е место после эстонского и русского)[70].
- По данным переписи 2021 года, украинский язык родным указал 12 431 человек или 0,93 % жителей Эстонии — он являлся третьим по распространённости родным языком в стране после эстонского и русского[71]. Ещё 16 590 человек (1,25 % населения) указали, что владеют украинским языком как иностранным[72].

#### Другие страны
Также украинским владеют в Польше (26 400 чел., 2011), Словакии (5690 чел., 2013), Венгрии (3380 чел., 2011), Хорватии (1010 чел., 2014).

### Украинский язык в Интернете

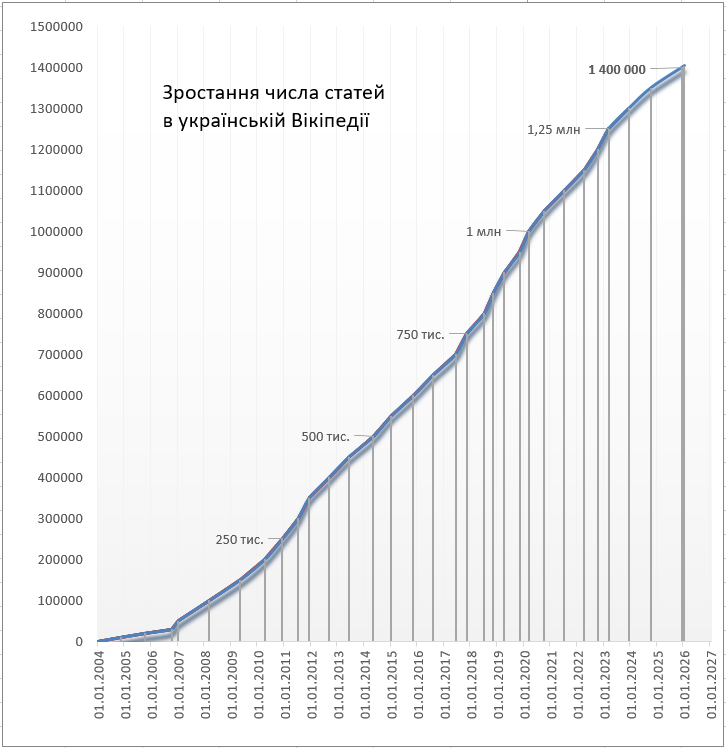
Рост числа статей в украинской Википедии

В 2010 году украинский язык использовали 23 тыс. пользователей микроблогинга (29 % от общего количества; в начале 2010 года украиноязычных твиттер-пользователей было 27 %), исключительно на украинском языке в Твиттере общались 10 тыс. пользователей (12,5 %; в 2009 году — 7 %).
Существует несколько поисковиков с украиноязычным интерфейсом: «Google», «Bing», «Мета» и Uaport.net.
Украинский также является одним из доступных языков в онлайн-переводчике DeepL.
Согласно данным ресурса w3techs.com, по состоянию на 5 апреля 2021 г. по использованию в интернете, украинский язык занимал 16-е место в мире и демонстрировал быстрый рост популярности. По состоянию на 11 декабря 2023 г. он занимает 18-е место.
По состоянию на 14 декабря 2023 года сайт платформы «Маніфест» содержит более 11 тысяч украиноязычных Ютуб-каналов.
По состоянию на 19 декабря 2023 года сайт «КУЛІ» (укр. Каталог української локалізації ігор) содержит информацию о 1731 официальной, 39 полуофициальных и 415 неофициальных украинских локализаций видеоигр.
По состоянию на 12 августа 2025 года украиноязычный раздел Википедии содержит 1 387 624 статьи различной тематики и занимает по этому показателю 14 место среди всех языковых разделов.
По данным исследования Центра контент-анализа, проведённого в период с 15 августа по 15 сентября 2024 года, темой которого стало соотношение украинского и русского языков в украинском сегменте Интернета, после начала полномасштабного вторжения России в Украину использование украинского языка значительно возросло и он заметно доминирует над русским почти во всех самых популярных в Украине социальных сетях. Если также принять во внимание запрещённые в Украине российские социальные сети, а также временно оккупированные Россией её территории (в том числе и те, что оккупированы с 2014 года), то на украинском в соцсетях писалось 56 % сообщений, тогда как на русском — 44 %. В украинском сегменте Инстаграма на украинском языке писалось 87 % сообщений; Твиттер (X) и Фейсбук по этому показателю достигли 83 % и 79 %, соответственно. Украинский практически сравнялся с русским по использованию в украинском сегменте Ютуба (50 %), при этом немного уступая русскому в ТикТоке (46 %). Наименьшая доля написанных на украинском сообщений была в российских соцсетях: во ВКонтакте (4 %) и в Одноклассниках (1 %). Украинский язык абсолютно преобладает среди пользователей соцсетей в большинстве регионов Украины: в Ивано-Франковской (где на нём писались 96,2 % от всех сообщений), Тернопольской (94,6 %), Львовской (93,9 %), Ровненской (93,0 %), Волынской (89,5 %), Хмельницкой (88,8 %), Киевской (87,2 %), Закарпатской (86,8 %), Черновицкой (86,1 %), Черкасской (84,3 %), Житомирской (84,0 %), Винницкой (82,6 %), Кировоградской (80,4 %), Черниговской (76,2 %), Полтавской (76,0 %), Сумской (75,0 %), Днепропетровской (65,0 %), Николаевской (63,8 %), Харьковской (60,3 %), Херсонской (55,7 %) и Запорожской (53,0 %) областях и городе Киев (68,0 %). Также на украинском была написана часть сообщений в Одесской (43,4 %), Донецкой (8,5 %) и Луганской (3,7 %) областях, городе Севастополь (2,8 %) и Автономной Республике Крым (1,2 %).

### Официальный статус украинского языка
Украинский язык является единственным государственным языком Украины, а также одним из трёх официальных языков непризнанной Приднестровской Молдавской Республики и одним из трёх государственных языков Республики Крым (легитимность аннексии Крыма Украина и бо́льшая часть мирового сообщества не признают).
В Молдове, Румынии, Сербии, Словакии, Хорватии, Боснии и Герцеговине имеет статус регионального или же официального в некоторых административных единицах. Украинский язык также имеет некоторые официальные функции на региональном уровне в США, а также Польше (лемковский диалект, считающийся в стране отдельным языком).
Ранее украинский также был государственным или официальным языком в ряде исторических государств, территорий и организаций. В ряде церквей он является литургическим языком, в некоторых исполняет также и другие официальные функции.
Принятый в апреле 2019 года Закон Украины «Об обеспечении функционирования украинского языка как государственного» закрепил обязательность и превалирование украинского языка в ряде сфер общественной жизни Украины, в частности — в сфере услуг.

### Диалекты
Диалекты украинского языка делятся на три основные наречия (или диалектные группы):
- Северное (полесское) наречие (північне, поліське наріччя)[91]. Черты говоров северного наречия складывались под влиянием соседних с ним говоров белорусского языка. Включает восточнополесские (левобережнополесские), среднеполесские (правобережнополесские) и западнополесские (волынско-полесские) говоры.
- Юго-западное наречие (південно-західне наріччя)[92]. Отличается значительной диалектной дробностью, обусловленной иноязычным влиянием (польским, словацким, венгерским и т. д.), длительным обособлением тех или иных говоров в пределах различных государств и административно-территориальных единиц, отчасти географическими условиями (относительной изоляцией в горных долинах Карпат). Черты говоров юго-западного наречия отмечаются в южнорусинском языке, а также в речи большинства потомков украинских эмигрантов в США, Канаде и других странах. Включает три подгруппы диалектов:
  - Волынско-подольскую (волынские и подольские говоры);
  - Галицко-буковинскую (поднестровские, покутско-буковинские (надпрутские), гуцульские (восточнокарпатские) и посанские говоры);
  - Карпатскую (бойковские (северокарпатские, или североподкарпатские), закарпатские (среднезакарпатские, подкарпатские, или южнокарпатские) и лемковские (западнокарпатские) говоры).
- Юго-восточное наречие (південно-східне наріччя)[93]. В сравнении с остальными украинскими наречиями наиболее однородно. Говоры юго-восточного наречия являются основой современного украинского литературного языка (наряду с юго-восточными языковыми чертами в литературный язык вошёл также ряд черт других украинских говоров, прежде всего, говоров юго-западного наречия)[12]. Диалектные особенности юго-восточного наречия (наряду с особенностями северного) лежат в основе говоров украинских переселенцев в России (на Кубани, в Поволжье, Сибири, на Дальнем Востоке), Казахстане и Кыргызстане. Включает среднеподнепровские, слобожанские и степные говоры.

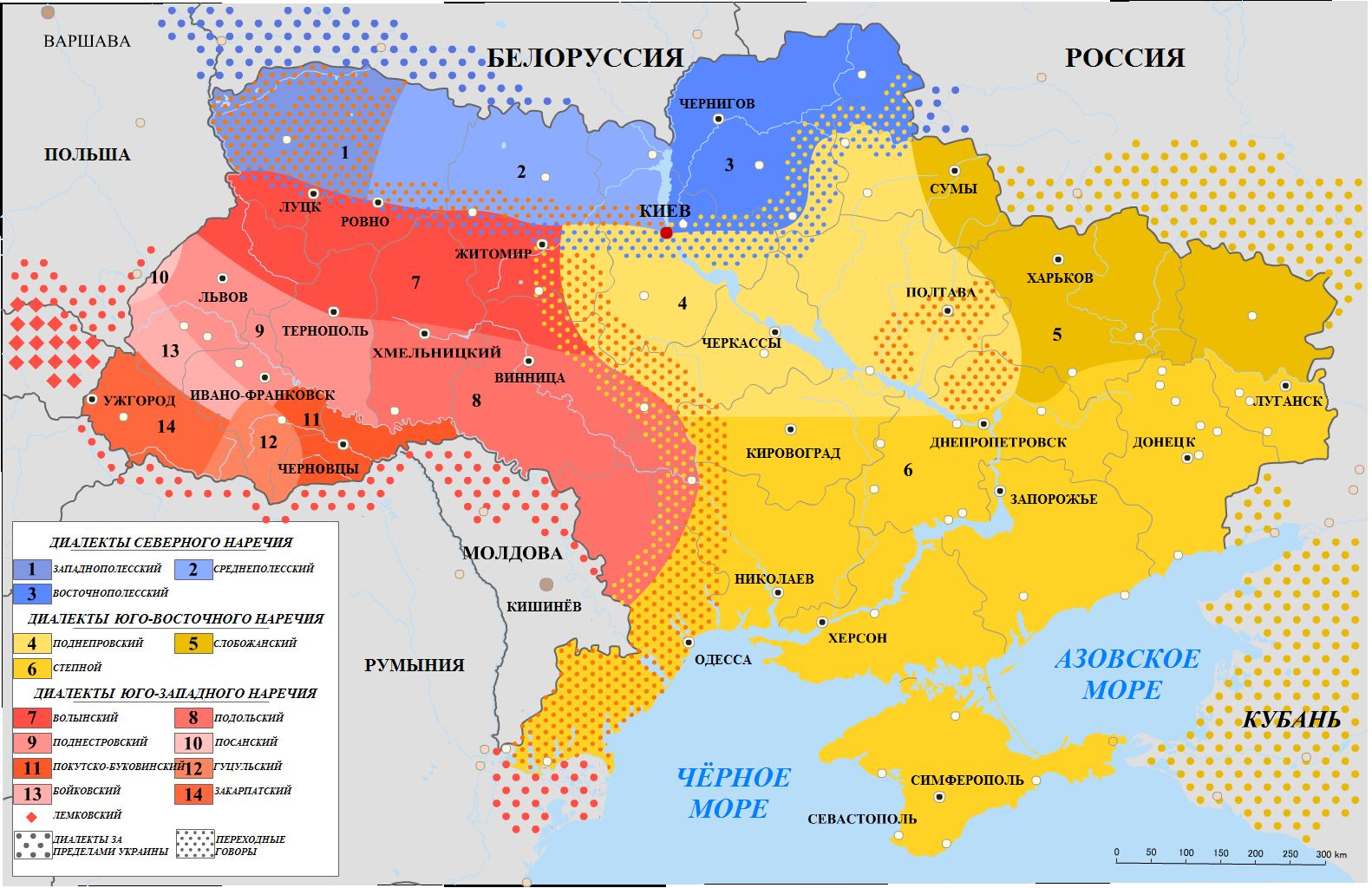
Украинские диалекты (2011 г.)

В северо-восточных областях Украины говоры испытывают влияние как белорусского, так и русского языков. Северные говоры отличаются от литературного языка в основном фонетикой (в произношении, ударении), юго-западные фонетически ближе к литературному, чем северные. Кроме этого, сильно отличаются от литературного говоры Закарпатья. На основе карпатских говоров Словакии, Польши, Украины и Венгрии развивается региональный литературный микроязык — русинский язык.
На востоке и юге Украины, в центральных областях, многие украинцы говорят на смеси украинского и русского языков (на так называемом суржике), который совмещает в основном украинскую грамматику и фонетику со смешанной русско-украинской лексикой.
Из отличительных особенностей южных наречий:
- смешение в произношении безударных |е| и |и|: |сеило́|, |виешне́вий|, |зеиле́ний|; и в литературном языке заметны такие же переходы, хотя правописание следует тут принципу этимологическому — село́, вишне́вий, зеле́ний;
- окончание -ю в 1-м лице и -е в 3-м лице глаголов настоящего времени: |ходю́|, |носю́|, |хо́де|, |но́се|, наряду с |хо́джу|, |но́шу|, |хо́дить|, |но́сить|, как и в литературном языке.

Говоры юго-западного наречия значительно меньше распространены территориально, чем юго-восточные говоры, и отличаются от них такими основными чертами, как:
- твёрдое произношение звука |р|: |бура|, |гира|, |радно|, вместо |буря|, |гиря|, |рядно|;
- окончание -є вместо -я и отсутствие долготы согласного (в правописании — двойного согласного) в словах типа |життя|, |весілля|, |зілля|, произносящихся вследствие этого как |житє|, |весілє|, |зілє|;
- падежные окончания имён существительных: |батькови|, |ковальови|, |коньом|, |земльою|, |на поли|, вместо |батькові|, |ковалеві|, |конём|, |землёю|, |на полі|;
- окончание -ий (в некоторых говорах) в именах прилагательных мягкого склонения, имеющих обычно окончание -ій: |синий|, |третий| вместо |синій|, |третій|.

## Письменность
Украинский алфавит (редакция 1990 года):
| А а | Б б | В в | Г г | Ґ ґ | Д д | Е е |
| Є є | Ж ж | З з | И и | І і | Ї ї | Й й |
| К к | Л л | М м | Н н | О о | П п | Р р |
| С с | Т т | У у | Ф ф | Х х | Ц ц |     |
| Ч ч | Ш ш | Щ щ | Ь ь | Ю ю | Я я |     |

| Буква | Название  | МФА                  |
| ----- | --------- | -------------------- |
| А а   | а /ɑ/     | /ɑ/                  |
| Б б   | бе /bɛ/   | /b/                  |
| В в   | ве /ʋɛ/   | /ʋ/, /w/             |
| Г г   | ге /ɦɛ/   | /ɦ/                  |
| Ґ ґ   | ґе /gɛ/   | /g/                  |
| Д д   | де /dɛ/   | /d/                  |
| Е е   | е /e/     | /ɛ/                  |
| Є є   | є /je/    | /jɛ/, /ʲɛ/           |
| Ж ж   | же /ʒɛ/   | /ʒ/                  |
| З з   | зе /zɛ/   | /z/                  |
| И и   | и /ɪ/     | /ɪ/                  |
| I і   | і /i/     | /i/, /ʲi/, /ɪ/, /ʲɪ/ |
| Ї ї   | ї /ji/    | /ji/, /jɪ/           |
| Й й   | йот /jɔt/ | /j/                  |
| К к   | ка /kɑ/   | /k/                  |
| Л л   | ел /ɛl/   | /l/                  |
| М м   | ем /ɛm/   | /m/                  |

| Буква | Название                   | МФА        |
| ----- | -------------------------- | ---------- |
| Н н   | ен /ɛn/                    | /n/        |
| О о   | о /ɔ/                      | /ɔ/        |
| П п   | пе /pɛ/                    | /p/        |
| Р р   | ер /ɛr/                    | /r/        |
| С с   | ес /ɛs/                    | /s/        |
| Т т   | те /tɛ/                    | /t/        |
| У у   | у /u/                      | /u/        |
| Ф ф   | еф /ɛf/                    | /f/        |
| Х х   | ха /xɑ/                    | /x/        |
| Ц ц   | це /t͡sɛ/                   | /t͡s/       |
| Ч ч   | че //t͡ʃɛ/                  | //t͡ʃ/      |
| Ш ш   | ша /ʃɑ/                    | /ʃ/        |
| Щ щ   | ща /ʃt͡ʃɑ/                  | /ʃt͡ʃ/      |
| Ь ь   | м’який знак /mjɑˈkɪj znɑk/ | /ʲ/        |
| Ю ю   | ю /ju/                     | /ju/, /ʲu/ |
| Я я   | я /ja/                     | /jɑ/, /ʲɑ/ |

Кроме того, в качестве разделительного знака (аналога русского |ъ|) используется апостроф: |з'їзд| (съезд); часто апостроф соответствует и русскому разделительному |ь| — если по правилам украинской фонологии смягчение невозможно: |сім'я| (семья). Также особое прочтение имеют сочетания ДЖ и ДЗ: на стыке приставки и корня звуки читаются раздельно (например, піджарити), но если сочетания целиком находятся в корне слова, они читаются как единые аффрикативные звуки [d͡ʒ] и [d͡z] (например, джерело, бджола, дзвінок).

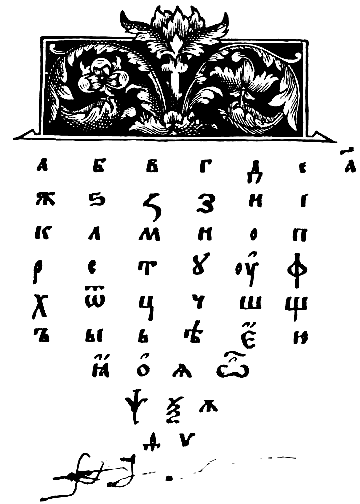
Первая страница «Букваря» Ивана Фёдорова, напечатанного во Львове (1574)

Украинская раскладка клавиатуры

Традиционно для записи украинского языка использовали кириллические буквы. До XVIII века употреблялся классический кириллический шрифт, в XVI—XVII вв. параллельно использовалась также «казацкая скоропись», в которой написание букв было другим («волнистым» или «барочным»). В XVII в. Пётр Могила разработал упрощённый кириллический шрифт.
Сегодня для записи украинского языка используют адаптированную кириллицу из 33 букв. Особенностями украинского алфавита по сравнению с другими славянскими кириллическими является наличие букв Ґ, Є и Ї (правда, Ґ иногда употребляют также в белорусском алфавите).
В разные исторические эпохи для записи украинского языка использовали также латинский алфавит разных редакций. Сегодня украинская латиница не имеет единого стандарта и официального статуса (на официальном уровне закреплены только правила транслитерации с кириллицы на латиницу). Её применение крайне ограничено (как правило, это публикации на тему украинской латиницы). Дискуссии по унификации и возможному внедрению латиницы в украинское правописание проходили сначала в Галиции и Буковине в 1830-х и 1850-х годах, затем в 1920-е годы в УССР.

### История письменности и орфографические системы
В XVIII—XIX вв. существовали и конкурировали несколько систем украинского правописания (до 50 разной степени распространённости, включая и чисто индивидуальные) с разным составом алфавита и основанные на разных принципах. Их можно разделить на три основные группы:
- (полу)фонетические системы на основе русского алфавита («ярыжка»):
  - правописание Котляревского (1798: переходное от этимологического к фонетическому);
  - правописание грамматики Павловского (1818: звук [i] независимо от происхождения передаётся через і, [je], ['е] через ѣ, [jo], ['о] через іô, [g] через кг; нет и);
  - правописание словаря Белецкого-Носенко (1840-е);
  - официальный вариант украинского правописания 1876—1905 гг. в Российской империи.
- этимологические системы:
  - система Максимовича — «максимовичевка» (1827);
  - закарпатское правописание (вплоть до 1940-х).
- фонетические системы на основе изменённого алфавита:
  - правописание «Русалки Днестровой» (1837: и, i, ѣ, є, џ, ў; нет ы, ъ);
  - система Кулиша — «кулишовка» (1850-е: и, i, ё, є, разделительный ъ; g или ґ; нет ы);
  - система Драгоманова — «драгомановка» (1870-е: и, i, j; нет ѣ, ю, я, щ, ы, ъ);
  - система Желеховского — «желеховка» (1886; состав алфавита тождествен нынешнему);
  - нынешнее украинское правописание («Словарь украинского языка» Б. Д. Гринченко (1907—1909), официальные своды орфографии 1921, 1928, 1933, 1946, 1960, 1990 и 1993 гг.[105]):
    - в 1928—1933 годах официально существовало так называемое «харьковское правописание» (по названию тогдашней столицы Украины), именовавшееся также «скрыпниковским». С конца 1930-х годов начинается планомерное сближение украинского правописания с русским и одновременное вытеснение польских заимствований; новое правописание, вошедшее в оборот ещё до войны, закрепляется реформой 1946 года. В то же время, «харьковское правописание» продолжает использовать украинская диаспора за рубежом вплоть до настоящего времени.

## История языка
Основной гипотезой происхождения украинского языка в настоящее время является концепция Алексея Шахматова, согласно которой украинский язык сформировался в результате распада древнерусского языка (который, в свою очередь, развился из диалектов праславянского языка) примерно в одно время с белорусским и русским языками. Согласно этой теории, украинский, русский и белорусский языки сформировались примерно в одно время (в XIV—XV веках) в результате распада древнерусского языка.
Тем не менее, некоторые лингвисты придерживаются гипотезы независимого происхождения языка, которая исходит из того, что древнерусский язык являлся исключительно литературным языком. По мнению приверженцев данной гипотезы, единого разговорного древневосточнославянского языка не существовало, и начало формирования украинского языка (как и белорусского, и русского) связано с распадом праславянского языка.

### Староукраинский период и диалекты — IX—XIV вв.
Как пишет языковед Михаэль Мозер, украинский язык, вместе с соседними русским на востоке и северо-востоке, польским и словацким на западе, и белорусским на севере, постепенно развился после разделения общеславянского языка около 600 года.
В XI—XII веках в период зарождения трёх восточнославянских народностей в основу письменного языка Киевской Руси лёг старославянский язык балканских южных славян.
Согласно Энциклопедии истории Украины, с момента принятия христианства Киевской Русью южнославянский язык приобрел определённые черты местных славянских диалектов. В украинском языковом ареале он развился в церковнославянский язык украинской редакции. Параллельно с церковнославянской письменностью в светской сфере возникла письменность на основе местных славянских идиом. Начался новый период в истории украинского языка — «староукраинский» (относительно украинских земель) или «древнерусский» («давньоруський») относительно всей Руси. Староукраинский период длился примерно до середины XIV века.
Уже в конце XI—XII веках в украинских литературных памятниках наблюдаются особенности, отличающие украинские диалекты от других восточнославянских. Выделению южных древнерусских диалектов в самостоятельный язык способствовали завоевания Киева монголами и политический распад Киевской Руси. Диалектные различия углубляются в позднедревнерусский период — XIII—XIV века. Г. А. Хабургаев выделяет в раннем восточнославянском ареале (до XIII века) два диалектных объединения: южно-восточнославянское и северно-восточнославянское. До VIII—XI веков центром южной части ареала было среднее Поднепровье, а центром северной части ареала — Приильменье, откуда носители восточнославянских говоров расселились по всей территории будущей Киевской Руси — носители южно-восточнославянских говоров заняли области формирования будущих украинского, белорусского и юго-восточной части русского языков, а носители северно-восточнославянских — область формирования северной части будущего русского языка. Для данного исторического периода предполагается относительное диалектное единство восточнославянской территории. Академик Зализняк пишет, что по данным берестяных грамот только псковско-новгородские говоры отличались от остальных, при этом резко критикует любительскую лингвистику, которая предполагает существование русского, украинского и белорусского языков до XIV—XV века, когда происходит их формирование как отдельных восточнославянских языков в результате размежевания Литовской и Московской Руси. При этом Зализняк указывает, что в X—XI вв. все славянские языки ещё были взаимопонимаемы, фактически диалектами одного языка, кроме псковско-новгородских говоров, которые уже тогда сильно отличались от всех славянских языков. Зализняк критикует популярную теорию о формировании трёх восточнославянских языков из одного древнерусского языка путём расхождения (дивергенции). По его мнению, современный русский язык сформировался путём конвергенции (схождения) южно-восточнославянских говоров и северно-восточнославянских (псковско-новгородских) говоров, а украинский и белорусский — продолжение развития южно-восточнославянских говоров.
Языковед Михаэль Мозер соглашается с Зализняком, что названия «древнерусский» и «староукраинский» даются с точки зрения современных названий языков, и указывает, что с таким подходом наддиалектный древневосточнославянский язык правильно называть «староукраинским», а распространенным названием «древнерусский» более корректно называть древненовгородский диалект.
Существует также мнение, что единого разговорного древнерусского языка не существовало, язык был только письменным (С. И. Смаль-Стоцкий и др.), а украинский возник непосредственно из праславянского языка. Ряд исследователей отмечают в древнерусских письменных памятниках (Остромирово Евангелие 1056—1057 гг. и т. д.) черты, более характерные для современного украинского языка. Иногда разговорный язык Киевской Руси (в частности, на основании граффити Софии Киевской) считается староукраинским. Вместе с тем Г. А. Хабургаев отмечает, что южная диалектная зона позднего древнерусского языка (около XIII в.) с центром в киевском Поднепровье характеризовалась минимальным числом изменений, характерных для других зон.
Наиболее ранние черты, выделявшие украинские диалекты — фрикативное «г» и отсутствие палатализации перед [е]. При падении редуцированных происходило удлинение и дифтонгизация [е] и [о] перед слогами, в которых были утрачены [ь] и [ъ], исчезновение палатализации перед [и], переход [л] в [в] в конце слов и слогов и т. д.
С другой стороны, становлению украинского языка как общего языка территории обитания славян Южной и Юго-Западной Руси препятствовало её дробление на земли, принадлежавшие разным государствам. Так, Чернигово-Северщина, Подолье и Киевщина с Переяславщиной, а также большая часть Волыни находились в Великом княжестве Литовском, Северная Буковина стала частью Молдавского княжества — здесь тоже долгое время все государственные дела велись «руским» языком; земли Западной Волыни и Галицию присоединила Польша, а Закарпатье — Венгрия.

### XV—XVIII вв.
После вхождения будущих белорусских и украинских земель в состав Великого княжества Литовского, на территории «Литовской Руси» формируется в XIV—XV веках западнорусский язык («руска мова»). По современному обзору научных работ сделанных профессором В. М. Мойсиенко западнорусский происходит из древнерусского языка путём отщепления от него полесского диалекта. При этом разговорные языки не участвовали в формировании западнорусского языка. До XVI века западнорусский был наддиалектным по всей территории ВКЛ, но с XVI века по письменным источникам можно установить появление «украинского комплекса», то есть разговорная украинская речь начинает сказываться на особенностях письма на западнорусском. Разделение староукраинского и старобелорусского (исходного полесского) диалектов было не полным, в частности в деловой переписке исчезает уже к концу XVI века. Это вызывает сложность определения памятников письменности как украинских или белорусских и горячие споры исследователей.

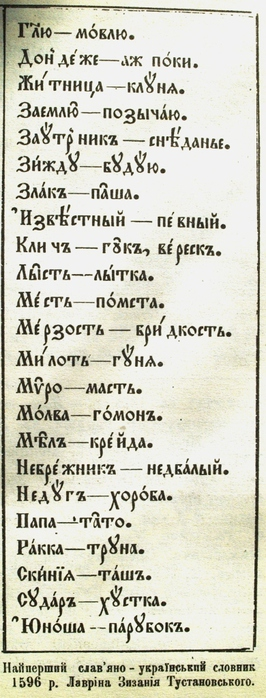
Примеры статей из первого словаря на Руси: «Лексис, Сирѣчь реченїя, Въкратъцѣ събран(ъ)ны и из слове(н)скаго языка на просты(й) рускі(й) діале(к)тъ истол(ъ)кованы», издан в Вильно в 1596 г. Лаврентием Зизанием. В левой колонке слова на церковно-славянском языке, а в правой на западнорусском.

После образования Речи Посполитой в 1569 году развитие украинского языка происходит под значительным влиянием польского, происходит его «полонизация». Вскоре начинается новый этап в развитии языка — происходит продвижение народных говоров в клерикальную литературу. По словам Ивана Франко, в это время начинаются пробы создания литературного языка на основе церковного с большей или меньшей примесью народных говоров. Перевод церковных книг на народный язык признавался далеко не всеми; считалось, что народным языком можно писать только толкования к духовным текстам. Литература того времени отразилась в таких, например, памятниках, как «Пересопницкое Евангелие» (1556—1561 г.), которое переложено с «бльгарского на мову рускую», Волынское Евангелие (1571 г.), Триодь постная (издана в Киево-Печерской Лавре, 1627 г.), сочинения Ивана Вишенского и др.
Осип Бодянский, первооткрыватель «Пересопницкого Евангелия», назвал изложение его «чистым, как зоря небесная, … Речь этого Евангилия южнорусская, в основном русинская, на которой говорят в бышей Червоной, ныне Галицкой Руси, с небольшой добавкой церковнокнижных слов».

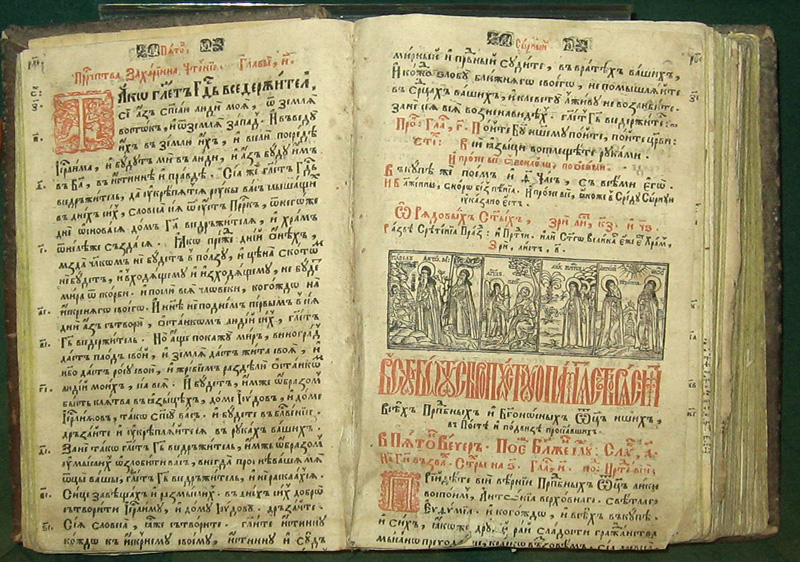
«Триодь постная» киевского митрополита Петра Могилы, 1646 г.

С конца XVI века появляются грамматики, в которых пытаются нормировать староукраинский язык; среди них наиболее значимы грамматика Мелетия Смотрицкого, вышедшая в 1619 году, и двуязычные церковнославянско-староукраинские лексикографические работы рубежа XVI—XVII в. — «Лексис» Лаврентия Зизания (1596) и «Лексикон славеноросский» Памвы Берынды (1627), кодифицирующие свод украинской лексики.
Приблизительно в первой половине XVII в. складываются основные особенности, характерные для современного украинского языка.
В XVII—XVIII вв. народная речь оказывает всё большее влияние на книжный язык, особенно в интермедиях, виршах и т. п., а также у отдельных писателей (Галятовского, Некрашевича, Конисского и др.). В конце XVIII в., в связи с присоединением Украины к России, усилилось влияние русского языка на украинский язык.

### Современный (конец XVIII в. и до настоящего времени)
Западнорусский язык не совпадал с украинским разговорным языком с момента его появления, на рубеже между XVIII и XIX веков возникает новый украинский литературный язык, развивающийся на народной языковой основе. Первым создателем произведений на литературном украинском языке, повторяющих разговорный язык, считают И. П. Котляревского и его первым произведением является «Энеида» написанная в 1798 году. И. П. Котляревский писал в стиле комической поэзии «Бурлеск» на основе украинской речи и фольклора. В сугубо лингвистическом плане, однако, ближе к кодификации литературного языка подошёл Иван Некрашевич, пытавшийся создать литературный стандарт на основе северных диалектов. Исторически, однако, продолжение получил именно базировавшийся на юго-восточных диалектах проект Котляревского, так как именно эти территории стали основным ареалом развития украинской национальной культуры в первой половине XIX века.

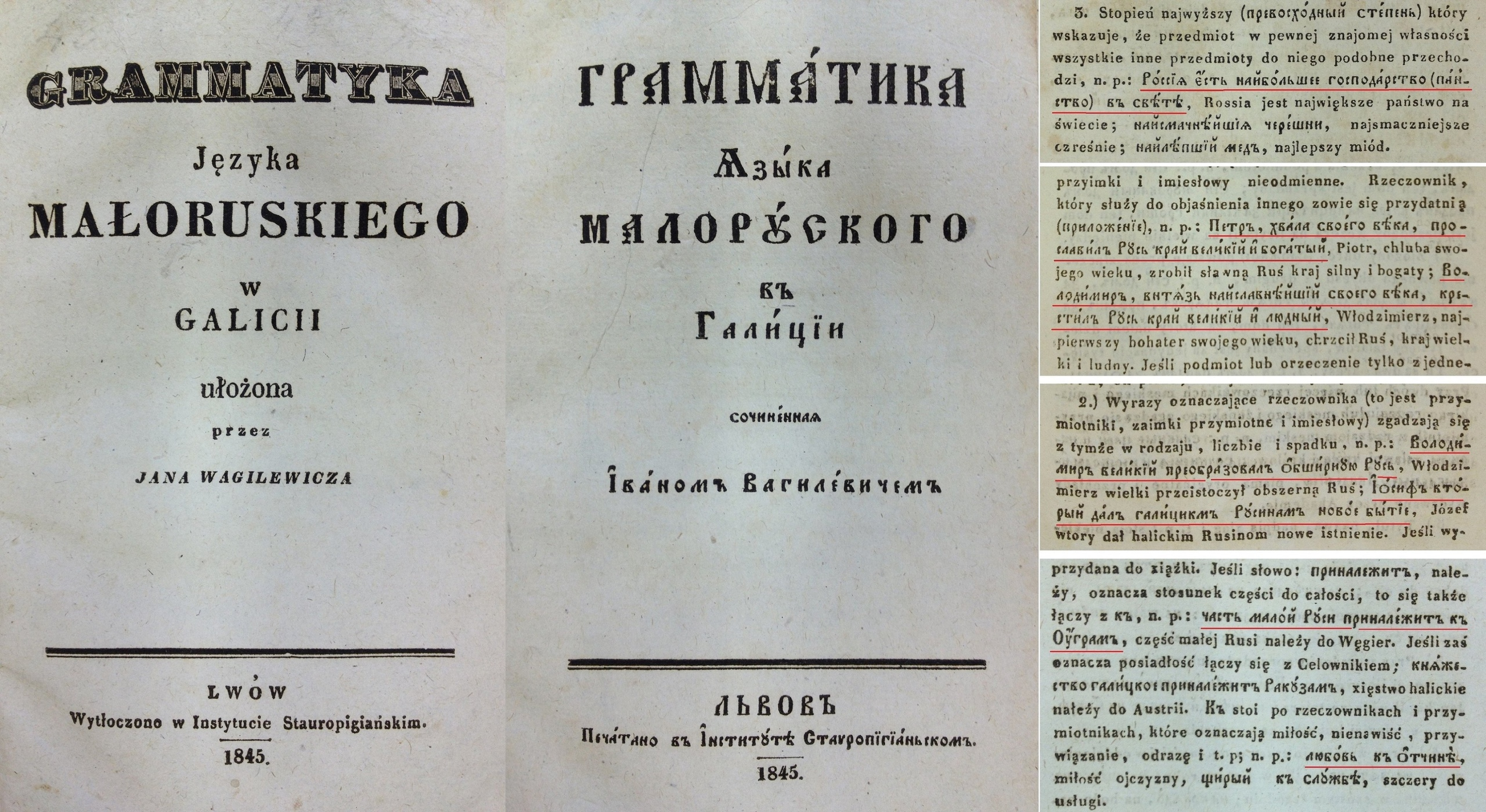
Образец украинского языка в Галиции, 1845 год

Формирование современного украинского литературного языка связано с украинским поэтом Т. Г. Шевченко, который окончательно закрепил живой разговорный язык как его основу.
К лучшим представителям украинской литературы относят — Марко Вовчка, Ивана Нечуй-Левицкого, Панаса Мирного, Лесю Украинку, Михаила Коцюбинского, чьи произведения способствовали дальнейшему развитию украинского языка.

Украинский язык в Российской империи по переписи 1897 г. (по уездам)

Постепенно в XIX и начале XX веков украинский язык начал притесняться со стороны государственной власти. Украинский язык был назван наречием русского языка, и отрицалась его самобытность.
В «Литературной энциклопедии» это время было описано так:
«Украинский язык претерпел немало репрессий и ограничений со стороны царского правительства. Последовательное и систематическое искоренение украинского языка нашло своё отражение в валуевском циркуляре 1863 г., наложившем запрет на печатание всей литературы на украинском языке, за исключением художественной, под тем предлогом, что „никакого особенного малороссийского языка не было, нет и быть не может“».
Украинский букварь, написанный Т. Г. Шевченко, был издан в 1861 году под названием «Букварь южнорусский».

Языковые группы Российской империи по переписи 1897 г. (уезды и города с преобладанием украиноязычного населения жёлтым)

В 1876 году правительство дополнило содержание Валуевского циркуляра, запретив ввоз любых украинских изданий из-за рубежа («Эмсский указ»). В 1896 году цензура разрешила к изданию 58 % украинских текстов. Этот указ оставался в силе и применялся вплоть до революции 1905 года. 18 февраля 1905 года экстренное Общее собрание Петербургской академии наук обсуждало доклад комиссии, написанный А. А. Шахматовым, в котором указывалось, как постепенно, без принятия законов, одними секретными циркулярами удушались украинская публицистика, наука, музыка и театр, народная школа. «Отнять у образованных людей право писать на родном языке, — говорилось в докладе, — это посягнуть на то, что этим людям дорого так же, как дорога самая жизнь, это посягнуть на самую жизнь народа, ибо в чём иначе выразится она, как не в слове, носителе мысли, выразителе чувства, воплощении человеческого духа?». Общее собрание Академии одобрило доклад комиссии.
На землях Западной Украины в XIX веке, параллельно со становлением литературной нормы украинского языка, предпринимались попытки создать искусственный язык — «язычие», основанный на церковнославянской и русской грамматике с примесью украинизмов и полонизмов. На «язычии» издавались газеты и журналы. Ряд ярких представителей западноукраинской литературы, в том числе Иван Франко (ранняя проза и поэтический сборник «Баляди і розкази»), начинали писать на «язычии». С 1887—1893 годов «язычие», как чуждое живой языковой традиции и потому не получившее поддержки в народных массах, сменяется в ведущих русофильских изданиях русским литературным языком.
Большую роль в развитии украинского языка конца XIX века и начала XX века сыграл украинский учёный и писатель Иван Франко, который внёс вклад в создание единых норм литературного украинского языка.

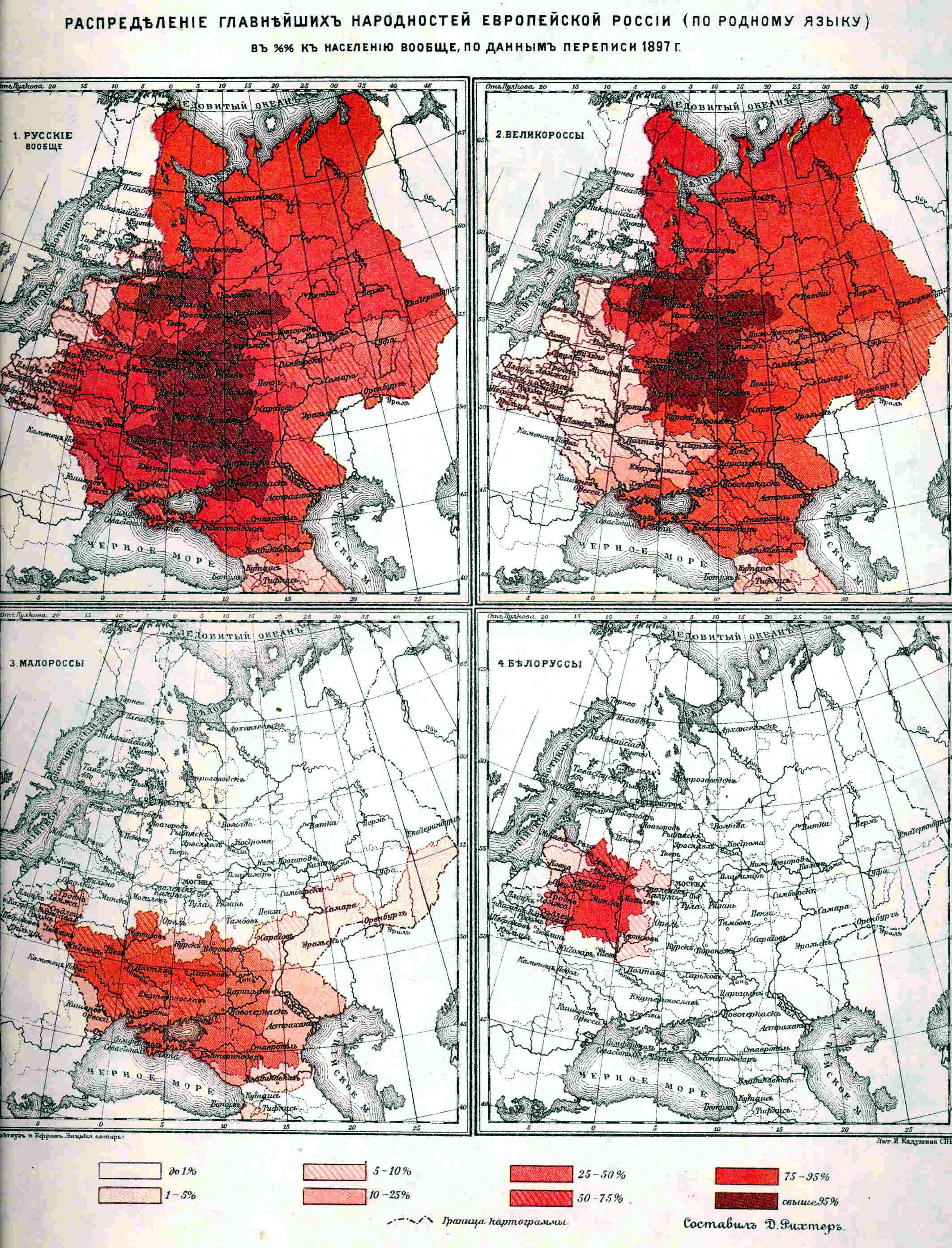
Распределение населения Европейской части Российской империи по переписи 1897 г.: русские вообще (слева сверху), великороссы (справа сверху), малороссы (слева внизу) и белоруссы (справа внизу)

Согласно Всероссийской переписи населения 1897 года, украинский язык родным назвали 22 380 551 человека или 17,81 % населения Российской империи. Носители украинского языка численно доминировали на всей территории Российской империи, соответствующей нынешним границам Украины, за исключением Крыма и Одесского уезда, среди сельского населения которого украиноязычные были относительным большинством, составляя 46,65 %, в то же время репрезентируя лишь 9,39 % населения города Одесса. Также украиноязычное население составляло большинство в Кубанской области и Холмской губернии, четырёх южных уездах Воронежской губернии, трёх уездах Курской губернии, Новогригорьевском уезде Ставропольской губернии, Брестском и Кобринском уездах Гродненской губернии и Таганрогском округе Области Войска Донского, а также составляли значительную часть населения в прочих уездах упомянутых губерний и областей.
В 1907—1909 годах в Киеве был издан собранный редакцией журнала «Киевская старина» «Словарь украинского языка». «Словарь» составлялся 46 лет — с 1861 по 1907 год — и имел большое влияние на становление украинского литературного языка и литературного правописания.

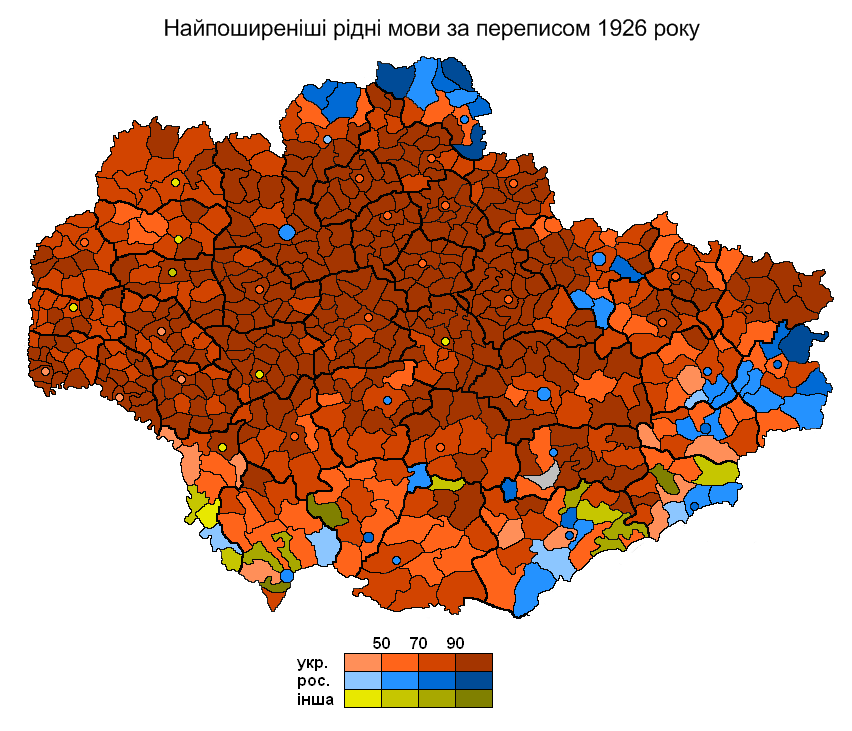
Самый распространённый родной язык в районах Украинской ССР по данным переписи 1926 г.

В 1920-е и частично 1930-е годы, с помощью политики украинизации, украинский язык получил большой импульс развития. В 1921 году был основан «Институт украинского научного языка» Всеукраинской академии наук, где была создана кафедры украинского языка. Появился «Русско-украинский словарь» под редакцией А. Крымского и С. Ефремова (т. 1—3, 1924—1933) и учебники по украинскому языку (М. Грунский и Г. Сабалдиря в 1920 г., А. Синявского в 1923 г., М. Наконечного в 1928 г.; под редакцией Л. Булаховского в 1929—1930 гг.).
По данным переписи населения, проведённой в 1926 году, украинский язык родным назвали 76,4 % жителей Украинской ССР в её тогдашних границах, в том числе 85,6 % сельского и 36,0 % городского населения.
С 1930-х вследствие сворачивания политики украинизации и возвращения к русификации украинский язык начал постепенно терять позиции в образовании, книгоиздании и различных сферах публичной жизни.
По данным переписи 1959 года, украинский язык являлся вторым по распространённости родным языком в Советском Союзе: его родным назвали 33 224 939 человек или 15,91 % населения страны. Из них в сельской местности проживали 21 755 712 человек (65,48 % указавших украинский язык родным, 19,99 % сельского населения СССР), в городской — 11 469 227 (34,52 % указавших украинский язык родным, 11,47 % городского населения СССР). Украинский язык родным указали 87,73 % украинцев СССР, в том числе 94,52 % сельских и 77,18 % городских украинцев. Также украинский язык родным назвали 276 046 поляков, 139 098 русских, 29 736 белорусов, 24 725 евреев, 24 722 молдаванина, 13 008 румын, 6 441 цыганин, 5 725 болгар, 3 021 грек и 2 161 словак.
Доля считающих украинский язык родным в населении Украинской ССР между 1959 и 1989 годами сократилась с 73,0 % до 64,7 %. Особенно заметным было сокращение доли считающих украинский язык родным на юге и востоке республики: в Луганской области — на 15,6 % (с 50,5 % до 34,9 %), в Донецкой области — на 13,8 % (с 44,4 % до 30,6 %), в Запорожской области — на 11,7 % (с 61,0 % до 49,3 %), в Харьковской области — на 10,7 % (с 61,2 % до 50,5 %), в Днепропетровской области — на 10,6 % (с 72,1 % до 61,5 %), в Николаевской области — на 9,2 % (с 73,4 % до 64,2 %), в Херсонской области — на 8,0 % (с 75,7 % до 67,7 %). Эта ситуация начала меняться только после обретения Украиной независимости.

### Современный литературный язык
Современный украинский литературный язык (т. н. новый литературный украинский язык) сформировался на основе среднеподнепровских говоров (середньонаддніпрянський говір) юго-восточного наречия, распространённых в Центральной Украине. Нормы литературного языка начали формироваться И. П. Котляревским и его преемниками: Е. П. Гребёнкой, Л. И. Боровиковским на основе полтавского говора, и Г. Ф. Квиткой-Основьяненко на основе слобожанских говоров, близких к полтавскому и киевскому. Творцом современного литературного языка считается Т. Г. Шевченко, использовавший язык народных масс южной Киевщины.
Кроме того, в литературный язык были включены отдельные грамматические, лексические и фонетические особенности других юго-восточных диалектов и отдельные черты северного и юго-западного наречий.

## Лингвистическая характеристика

### Фонетика
В украинском языке 48 фонем:
- 6 гласных: [ɑ] — а, [ɛ] — э, [i] — и, [u] — у, [ɔ] — о, [ɪ] — и (в рус. Ы);
- 32 основных согласных: [m] — м, [n] — н, [nʲ] — нь, [b] — б, [d] — д, [d͡z] — дз, [d͡zʲ] — дзь, [d͡ʒ] — дж, [dʲ] — дь, [ɡ] — г, [p] — п, [t] — т, [t͡s] — ц, [t͡sʲ] — ць, [t͡ʃ] — ч, [tʲ] — ть, [k] — к, [w] — в, [j] — й, [ɦ] — ɦ, [z] — з, [zʲ] — зь, [ʒ] — ж, [f] — ф, [s] — с, [sʲ] — сь, [ʃ] — ш, [x] — х, [l] — л, [lʲ] — ль, [rʲ] — рь, [r] — р, 10 сдвоенных согласных: [ɲː] — смягчённая нн, [ɟː] — смягчённая дд, [cː] — смягчённая тт, [ʎː] — смягчённая лл, [t͡sʲː] — смягчённая цц, [zʲː] — смягчённая зз, [sʲː] — смягчённая сс, [t͡ʃʲː] — смягчённая чч, [ʒʲː] — смягчённая жж, [ʃʲː] — смягчённая шш.

#### Гласные
Есть шесть гласных звуков:
- [ɑ] — a, близок к русскому а, но более заднего ряда (в русском — гласная переднего ряда);
- [ɛ] — е, близок к русскому э, но произносится с меньшим подъёмом языка;
- [i] — і, близок к русскому и;
- [u] — y, близок к русскому у;
- [ɔ] — o, близок к русскому о, но произносится с меньшим подъёмом языка;
- [ɪ] — и, близок к русскому ы, но менее напряжённый.

Кроме того, есть полугласный [j] — й (по другой классификации это щелевой сонорный среднеязычный твердоподнёбный мягкий согласный).
| На письме | Описание                                                           | МФА                        | МФА               | МФА               | МФА                     |
| На письме | Описание                                                           | основной                   | безудар.          | после мягких      | безудар. п. мягких      |
| --------- | ------------------------------------------------------------------ | -------------------------- | ----------------- | ----------------- | ----------------------- |
| і ї       | Неогублённый гласный переднего ряда верхнего подъёма               | /i/ (і) [ı̽] (іи)* [ɪ] (и)* | [i] (і)           | [i] (і) [ı̽] (іи)* | [i] (і) [ı̽] (іи)*       |
| и         | Ненапряжённый неогублённый гласный переднего ряда верхнего подъёма | /ɪ/ (и)                    | [ɪ̞] (ие) [ɛ̝] (еи) | —                 | —                       |
| е є       | Неогублённый гласный переднего ряда средне-нижнего подъёма         | /ɛ/ (е)                    | [ɛ̝] (еи) [ɪ̞] (ие) | [ɛ]               | [e]                     |
| а я       | Неогублённый гласный заднего ряда нижнего подъёма                  | /ɑ/ (а)                    | [ɑ̽] (а)           | [ɑ̈] (а̇, ӓ)        | [ɐ] (а̇, ӓ)              |
| о         | Огублённый гласный заднего ряда средне-нижнего подъёма             | /ɔ/ (о)                    | [ɔ̝] (о) [o] (оу)  | [ɔ̈] (о̇, ӧ)        | [ɔ̽] (о̇, ӧ) [ö] (о̇у, ӧу) |
| у ю       | Огублённый гласный заднего ряда верхнего подъёма                   | /u/ (у)                    | [u] (у)           | [ʊ] (у̇, ӱ)        | [ʊ] (у̇, ӱ)              |

Диаграмма основных проявлений украинских гласных и их аллофонов. Большими точками и шрифтом обозначены основные проявления (когда они под ударением и не идут за мягкими согласными). Красные линии связывают основное проявление с неслогообразующими аллофонами, синие линии связывают основное проявление с безударными аллофонами, а зелёные связывают проявления не после мягких согласных с проявлениями после мягких согласных

Украинские гласные — полного образования. Они произносятся чётко и определённо как в ударной позиции, так и в безударной. В безударной позиции гласные произносятся примерно вдвое короче, и, как следствие, качественно, что заметно для гласных с очень сходными артикуляционными параметрами. Однако в украинском языке нет коротких редуцированных гласных, безударные гласные, так же как и ударные, являются звуками полного образования. В неофициальной разговорной речи возможна частичная редукция безударных гласных и сближение их между собой.
Объединение й с гласным представляют одной буквой (я = йа, є = йе, ї = йі, ю = йу). Двумя буквами пишут «йо», а также (только в отдельных диалектах) «йи».

#### Согласные
|               |               | Губные | Зубные и альвеолярные | Зубные и альвеолярные | Палатальные | Велярные | Глоттальные |
| Твёрдые       | Мягкие        | Губные |                       |                       | Палатальные | Велярные | Глоттальные |
| ------------- | ------------- | ------ | --------------------- | --------------------- | ----------- | -------- | ----------- |
| Носовые       | Носовые       | /m/    | /n/                   | /nʲ/                  |             |          |             |
| Взрывные      | Звонкие       | /b/    | /d/                   | /dʲ/                  |             | /g/      |             |
| Взрывные      | Глухие        | /p/    | /t/                   | /tʲ/                  |             | /k/      |             |
| Аффрикаты     | Звонкие       |        | /d͡z/                  | /d͡zʲ/                 | /d͡ʒ/        |          |             |
| Аффрикаты     | Глухие        |        | /t͡s/                  | /t͡sʲ/                 | /t͡ʃ/        |          |             |
| Фрикативные   | Звонкие       |        | /z/                   | /zʲ/                  | /ʒ/         |          | /ɦ/         |
| Фрикативные   | Глухие        | /f/    | /s/                   | /sʲ/                  | /ʃ/         | /x/      |             |
| Аппроксиманты | Аппроксиманты | /w/    | /l/                   | /lʲ/                  | /j/         |          |             |
| Дрожащие      | Дрожащие      |        | /r/                   | /rʲ/                  |             |          |             |

Большинство согласных имеет 3 разновидности: твёрдый, мягкий (палатализованный) и длинный, например: л, лй, лл или н, нй, нн. На письме разновидность согласного обычно обозначают следующим гласным. В отдельных случаях применяют особый знак мягкости — ь и твёрдости — апостроф. Для обозначения долготы согласный пишут дважды подряд.
Звук [d͡z] (дз) и звук [d͡ʒ] (дж) не имеют специальных букв для обозначения: каждый из них обозначают двумя буквами.
В украинском языке есть длинные согласные звуки, которые реализуют две одинаковые согласные фонемы.
| /nʲ/  | знання  | [znɑˈɲːɑ]    | [знан':а́]   |
| /dʲ/  | суддя   | [suˈɟːɑ]     | [суд':а́]    |
| /tʲ/  | життя   | [ʒɪ̞ˈcːɑ]     | [жиет':а́]   |
| /lʲ/  | зілля   | [ˈzʲiʎːɑ]    | [з'і́л':а]   |
| /t͡sʲ/ | міццю   | [ˈmʲit͡sʲːu]  | [м'і́ц':у]   |
| /zʲ/  | мотуззя | [moˈtuzʲːɑ]  | [моуту́з':а] |
| /sʲ/  | колосся | [kɔˈlɔsʲːɑ]  | [коло́с':а]  |
| /t͡ʃ/  | обличчя | [ɔˈblɪt͡ʃʲːɑ] | [обли́ч’:а]  |
| /ʒ/   | збіжжя  | [ˈzbʲiʒʲːɑ]  | [зб'і́ж’:а]  |
| /ʃ/   | затишшя | [zɑˈtɪʃʲːɑ]  | [зати́ш’:а]  |

В некоторых юго-восточных говорах /rʲ/ также ассимилировал следующий /j/ образуя мягкий длинный [rʲː], например пірря [ˈpirʲːɐ] [п'і́р':а], литературное пір’я [ˈpirjɐ] [п'і́рйа].

#### Орфоэпия
- Гласные звуки в украинском литературном языке под ударением произносятся отчётливо: [нака́з] (ɑ), [го́рдість] (ɔ), [у́сно] (u), [се́ла] (ɛ), [кри́ца] (ɪ), [лі́вий] (i). Для литературного языка характерно также чёткое произношение [а], [у], [і], [о] в безударных слогах: [мали́на], [кува́ти], [пішо́ў], [молоко́].
- В безударных слогах [е] произносится с приближением [и], а [и] звучит подобно [е]. Например: [сеило́], [теичэ́], [диеви́с’]. Однако в зависимости от места в слове, от характера соседних звуков приближения [е] в [и] и [и] в [е] не всегда одинаковое. Перед составом по выделенному [е] гласный [и] произносится как [еи], a гласный [е] перед составом из отмеченных [и] звучит как [ие]: [теихе́н’кий], [миін’і́]. Безударный [и] перед следующим [й] произносится отчётливо [до́брий], [чеирво́ний].
- Звонкие согласные [дж], [дз], [дз'] в украинском литературном языке произносятся как один звук, который отличает их от произношения звукосочетаний [д] + [ж], [д] + [з], [д] + [з'].
- Шипящие согласные [ж], [ч], [ш], [дж] перед гласными [а], [о], [у], [е], [и] и перед согласными произносятся в украинском литературном языке твёрдо.
- В речевом потоке согласные звуки [ж], [ч], [ш] уподобляются следующим звукам [з], [ц], [с], а звуки [с], [ц], [с] уподобляются следующим [ж], [ч], [ш]. Произносится [зва́з’с’а], [сте́з’ц’і], [с’м’ійе́с’:а], не [му́ц’с’а], [р’і́ц’:і], [зр’і́ш: и], [жче́плеин’:а], пишется зважся, стежці, смієшся, не мучся, річці, зрісши, зчеплення.
- В речевом потоке сочетание мягкого звука [т’] c мягкими [с’] или [ц’] образует удлинённый мягкий звук [ц’:] или [ц’]. Произносится [ро́биец’:а], [т’і́тц’:і], [бра́ц’кий], пишется робиться, тітці, братський.
- В речевом потоке звонкий звук [з] в сочетании с другими согласными произносится звонко: [з’]їзд, [з]боку, [з]года, лі[з]ти, Моро[з]ко. Префикс з-, как предлог, перед глухим согласным переходит в с-: произносится [с’ц’іди́ти], пишется зцідити, произносится [с: уши́ти], пишется зсушити. Изменение префикса з- на с- закрепляется правописанием, если префикс стоит перед к, п, т, х, ф: сказа́ти, спита́ти, стурбо́ваний, схили́ти, сфотографува́ти.
- В речевом потоке глухие согласные перед звонкими уподобляются парным звонким, становятся звонкими: произносится [бород’ба́], но пишется боротьба (ср. боротися), произносится [про́з’ба], но пишется просьба (см. просить), произносится [хо́джбы] но пишется хоч би (ср. хочя).
- В речевом потоке согласные [д], [т], [л], [н], [з], [с], [ц] — в сочетании с мягкими смягчаются: [м’і́ц’н’іс’т'], [п’і́с’л’а], [с’в’а́то], [г’і́д’н’і].
- Согласный [в] в конце слога, в начале слова перед согласным произносится как неслоговой звук [ў], который не может уподобляться глухому согласному [ф]. В речевом потоке происходит чередование звуков [у] — [в], [і] — [й], что позволяет избегать нежелательного, тяжёлого для произношения сочетания согласных звуков.
- Чередование [у] — [в], [і] — [й] зависит от того, каким звуком — согласным или гласным — заканчивается предыдущие слово и начинается следующее. Ср.: Вік живи́ — вік учи́сь (пословица). А скі́льки в нас бага́тства і ща́стя золото́го (П. Г. Тычина). Джери́ха вста́ла й собі́ пішла́ в ха́ту (И. С. Нечуй-Левицкий). Ті о́чі так і промени́лися м’яки́м, дові́рливим сві́тлом (Олесь Гончар). В начале предложения перед словом, которое начинается согласным звуком, произносится и соответственно пишется у: У лі́сі був, а дров не ба́чив. (Нар. творч.) Перед словом, которое начинается гласным, звучит согласный [в]: В авто́бусі бага́то люде́й. Чередование у — в в начале слова зависит от значения слова. Правописание закрепляет написание некоторых слов только с у или только с в: у́тиск, угрупо́вання, у́ряд, ука́з, вла́да, вла́сний, вплив, впра́ва, но с другим значением — упра́ва, вра́ження, но ура́ження, вступ, но усту́п.

### Морфология

#### Имя существительное
Существительные и согласуемые с ними прилагательные изменяются по семи падежам:
- именительный (укр. називний) (новий пан)
- родительный (укр. родовий) (нового пана)
- дательный (укр. давальний) (новому пану/панові)
- винительный (укр. знахідний) (нового пана)
- творительный (укр. орудний) (новим паном)
- местный (укр. місцевий) (соответствует русскому предложному) (на новім/новому пані)
- звательный (укр. кличний) (новий пане!)

Выделяется четыре склонения существительных:
| Склонение | Род              | Окончания именительного падежа            |
| 1         | женский, мужской | -а, -я                                    |
| 2         | мужской, средний | -∅, -о, -е, -я                            |
| 3         | женский          | -∅                                        |
| 4         | средний          | -а, -я (беглые суффиксы -ат-, -ен-, -ят-) |

Окончание -у в родительном падеже единственного числа более распространено, чем в русском языке: дому, класу; в дательном падеже единственного числа наряду с -у/-ю употребляется окончание -ові/-еві: робітнику и робітникові, товаришу и товаришеві; сохраняется вторая палатализация в виде чередования задненёбных |г|, |к|, |х| с |ж|, |ч|, |ш| и с |з|, |ц|, |с|: вовк — вовчий, нога — на нозі, муха — мусі, річка — річці.
В украинском языке представлены существительные мужского рода с окончанием -о для обозначения живых существ (дядько, Гаврило, Сірко).
Формы двойственного числа сохраняются как остаточные явления в формах существительных множественного числа в творительном падеже с окончанием -има: очима «глазами», плечима «плечами», дверима «дверями», грошима (наряду с грішми) «деньгами»; в формах существительных, сочетающихся с числительными два, три, чотири: два бра́ти, дві сестри́, дві руки́, три верби́, чотири відра́ при остальных формах множественного числа с другим ударением в словах: брати́, се́стри, ру́ки, ве́рби, ві́дра и т. д.

#### Имя прилагательное
Прилагательные (прикметники) в украинском языке характеризуются категориями рода, числа и падежа, согласующимися с определяемыми существительными. Категория рода у прилагательных в отличие от существительных является словоизменяемой.
По значению выделяются качественные (якісні) и относительные прилагательные (відносні). Особую группу среди относительных составляют притяжательные прилагательные (присвійні).
Прилагательные могут иметь полные и краткие формы.
Качественные прилагательные единственного числа мужского рода в большинстве случаев употребляются в полной форме: тихий вечір «тихий вечер», вечір тихий «вечер тих». Неполная форма характерна для небольшой группы прилагательных, употребляемых преимущественно в поэзии: ясен місяць «ясный месяц».
Для прилагательных среднего и женского рода единственного числа в форме именительного и винительного падежей, а также для прилагательных всех родов множественного числа обычной является форма, образовавшаяся из полной в результате выпадения интервокальной /j/ с последующим стяжением гласных: біла «белая», біле «белое», білi «белые».
Склонение прилагательных с твёрдой основой на примере слова білий «белый» и с мягкой основой на примере слова синій «синий»:
| Падеж        | Падеж        | Единственное число           | Единственное число           | Единственное число | Множественное число |
| Падеж        | Падеж        | Мужской род                  | Средний род                  | Женский род        | Множественное число |
| ------------ | ------------ | ---------------------------- | ---------------------------- | ------------------ | ------------------- |
| Именительный | Именительный | білий / синій                | біле / синє                  | біла / синя        | білi / синi         |
| Родительный  | Родительный  | білого / синього             | білого / синього             | білої / синьої     | білих / синіх       |
| Дательный    | Дательный    | білому / синьому             | білому / синьому             | білiй / синій      | білим / синім       |
| Винительный  | неодуш.      | білий / синій                | біле / синє                  | білу / синю        | білi / синi         |
| Винительный  | одуш.        | білого / синього             | біле / синє                  | білу / синю        | білих / синіх       |
| Творительный | Творительный | білим / синім                | білим / синім                | білою / синьою     | білими / синіми     |
| Местный      | Местный      | білому, -iм / синьому, синім | білому, -iм / синьому, синім | білiй / синій      | білих / синіх       |

Притяжательные прилагательные образуются от одушевлённых существительных при помощи флексий -ов (-ев, -ів), -ин (-ін, -їн), -ач (-яч): батьків заповіт «отцов завет, завещание», сестрин зошит «сестрина тетрадь», ведмедяча послуга «медвежья услуга».
Степени сравнения (ступені порівняння) качественных прилагательных образуются как синтетическим, так и аналитическим способами.
Сравнительная степень (вищий ступінь) прилагательных образуется при помощи суффиксов -іш, -ш: сильний «сильный» — сильніший «сильнее», «более сильный»; довгий «длинный» — довший «длиннее», «более длинный».
Иногда при образовании сравнительной степени происходит отсечение суффиксов основы -к-, -ок-, -ек-: тонкий «тонкий» — тонший «тоньше», «более тонкий»; глибокий «глубокий» — глибший «глубже», «более глубокий»; далекий «далёкий» — дальший «дальше», «более далёкий». Нередко в данных формах отмечается чередование согласных перед суффиксом: високий «высокий» — вищий «выше», «более высокий»; дорогий «дорогой» — дорожчий «дороже», «более дорогой». При аналитическом способе образования сравнительной степени к прилагательным прибавляются слова більш, менш: яскравий «яркий» — більш яскравий «более яркий», швидкий «быстрый» — менш швидкий «менее быстрый».
Превосходная степень (найвищий ступінь) прилагательных образуется при помощи префикса най-: сильніший «сильнее» — найсильніший «сильнейший», червоніший «краснее» — найчервоніший «самый красный». Превосходная степень может быть усилена путём употребления препозитивных частиц як- и що-: якнайсильніший, щонайсильніший. При аналитическом способе образования сравнительной степени к прилагательным прибавляются слова найбільш, найменш: найбільш сильний «наиболее сильный», найменш сильний «наименее сильный».
Изменение по родам, числам и падежам сохраняют как прилагательные превосходной, так и сравнительной степени: сильніший «(он) сильнее», «более сильный»; сильніша «(она) сильнее», «более сильная»; сильніше «(оно) сильнее», «более сильное»; сильнішi «(они) сильнее», «более сильные»; сильнішого «более сильного», сильнішому «более сильному» и т. п.

#### Местоимение
Местоимения (займенники) в украинском языке делятся на несколько разрядов:
- личные: я «я», ти «ты», ми «мы», ви «вы»;
- указательно-личные: він «он», вона «она», воно «оно», вони «они»;
- возвратное: себе «себя»;
- вопросительно-относительные: хто «кто», що «что»;
- отрицательные: ніхто «никто», ніщо «ничто»;
- неопределённые: дехто «некто», дещо «нечто», хтось «кто-то», щось «что-то», абихто «кто-нибудь», «кто-либо», абищо «что-нибудь», «что-либо», будь-хто «кто-нибудь», «кто-либо», будь-що «что-нибудь», «что-либо», хто-небудь «кто-нибудь», що-небудь «что-нибудь»;
- адъективные местоимения:
  - притяжательные: мій «мой», твій «твой», свій «свой», його «его»;
  - указательные: той «тот», цей «этот»;
  - вопросительно-относительные: який «какой», чий «чей», котрий «который»;
  - определительные: весь, всякий, жодний «ни один», кожний «каждый»;
- количественные местоимения: скільки «сколько», стільки «столько».

Личные местоимения характеризуются категориями лица, числа, падежа; указательно-личные и адъективные — категориями рода, числа, падежа; возвратное, вопросительно-относительные (с образованными на их основе отрицательными и неопределёнными) и количественные местоимения изменяются только по падежам.
Склонение личных (первого и второго лиц) местоимений:
| Падеж        | Единственное число | Единственное число | Множественное число | Множественное число |
| Падеж        | 1-е лицо           | 2-е лицо           | 1-е лицо            | 2-е лицо            |
| Падеж        | я                  | ты                 | мы                  | вы                  |
| ------------ | ------------------ | ------------------ | ------------------- | ------------------- |
| Именительный | я                  | ти                 | ми                  | ви                  |
| Родительный  | мене               | тебе               | нас                 | вас                 |
| Дательный    | менi               | тобi               | нам                 | вам                 |
| Винительный  | мене               | тебе               | нас                 | вас                 |
| Творительный | мною               | тобою              | нами                | вами                |
| Местный      | менi               | тобi               | нас                 | вас                 |

Склонение указательно-личных местоимений:
| Падеж        | Единственное число | Единственное число | Единственное число | Множественное число |
| Падеж        | Мужской род        | Средний род        | Женский род        | Множественное число |
| Падеж        | он                 | оно                | она                | они                 |
| ------------ | ------------------ | ------------------ | ------------------ | ------------------- |
| Именительный | він                | воно               | вона               | вони                |
| Родительный  | його               | його               | її                 | їх                  |
| Дательный    | йому               | йому               | їй                 | їм                  |
| Винительный  | його               | його               | її                 | їх                  |
| Творительный | ним                | ним                | нею                | ними                |
| Местный      | ньому, нім         | ньому, нім         | ній                | них                 |

В косвенных падежах местоимения хто в начале слова сохраняется согласный /к/: кого — родительный падеж, кому — дательный падеж, ким — творительный падеж.

#### Глагол
У глагола в украинском языке выделяют категории вида (вид), наклонения (способ), времени (час), лица (особа), числа (число), залога (стан) и (в прошедшем времени и условном наклонении) рода (рід).
Залог
Различают формы действительного залога (актива) и страдательного залога (пассива). Действительный залог представляет базовую форму глагола: Сніг замітає дорогу «Снег заметает дорогу». В качестве форм страдательного залога употребляются:
- финитные формы глагола с возвратным постфиксом -ся: Дорога замітається снігом «Дорога заметается снегом»;
- страдательные причастия: Дорога заметена снігом «Дорога заметена снегом».

Спряжение
В украинском языке выделяют два спряжения: первое с гласными -е-, -є- в окончаниях (в третьем лице множественного числа -у-, -ю), второе — с -и-, -ї- (-а-, -я-). Исключение составляют глаголы дати, бути, їсти, *вісти атематического спряжения.
Время
В украинском языке различают четыре времени глаголов:
- настоящее время (теперішній час): читає «читаю» (только для глаголов несовершенного вида);
- прошедшее время (минулий час): читав «читал», читала «читала»;
- давнопрошедшее время (давноминулий час): читав був, читала була;
- будущее время (майбутній час): прочитає «прочитаю», буде читати, читатиме «буду читать».

В настоящем и будущем времени глаголы изменяются по лицам и числам, в прошедшем (и давнопрошедшем) — только по числам, а в единственном числе — по родам.
Спряжение глаголов вести «вести», кричати «кричать», їсти «есть», дати «дать» в форме настоящего времени:
| Лицо     | I спряжение             | I спряжение             | II спряжение            | II спряжение            | Атематические глаголы | Атематические глаголы | Атематические глаголы | Атематические глаголы |
| Лицо     | тематический гласный -е | тематический гласный -е | тематический гласный -и | тематический гласный -и | Атематические глаголы | Атематические глаголы | Атематические глаголы | Атематические глаголы |
| Лицо     | ед. число               | мн. число               | ед. число               | мн. число               | ед. число             | мн. число             | ед. число             | мн. число             |
| -------- | ----------------------- | ----------------------- | ----------------------- | ----------------------- | --------------------- | --------------------- | --------------------- | --------------------- |
| 1-е лицо | веду                    | ведемо                  | кричу                   | кричимо                 | їм                    | їмо                   | дам                   | дамо                  |
| 2-е лицо | ведеш                   | ведете                  | кричиш                  | кричите                 | їси                   | їсте                  | даси                  | дасте                 |
| 3-е лицо | веде                    | ведуть                  | кричить                 | кричать                 | їсть                  | їдять                 | дасть                 | дадуть                |

У глагола бути во всех лицах и числах настоящего времени отмечается только одна форма — є.
Для некоторых глаголов возможны параллельные формы, встречающиеся в разговорной речи и художественной литературе: в 3-м лице единственного числа глаголов с основой на -а- с флексией или без флексии (співає — співа «поёт», знає — зна «знает», грає — гра «играет»), в 1-м лице множественного числа с окончаниями -мо или -м (ведемо — ведем, ходимо — ходим «ходим»).
Формы будущего времени образуются двумя способами — аналитическим и синтетическим:
- для глаголов несовершенного вида:
  - составное (аналитическое) с формами глагола бути «быть» (буду + инфинитив): буду писати «буду писать»;
  - слитное (синтетическое) с личными формами (иму, имешь и т. д.) старого вспомогательного глагола яти «взять»: писатиму «буду писать» (< писати иму);
- для глаголов совершенного вида — только простое: напишу «напишу»;

С оттенком долженствования употребляются также аналитические формы с глаголом маю «имею»: що маю робити «что должен сделать».
Спряжение глаголов вести и кричати в форме будущего времени:
| Лицо     | Несовершенный вид   | Несовершенный вид   | Несовершенный вид   | Несовершенный вид   | Совершенный вид | Совершенный вид | Совершенный вид | Совершенный вид |
| Лицо     | аналитическая форма | аналитическая форма | синтетическая форма | синтетическая форма | I спряжение     | I спряжение     | II спряжение    | II спряжение    |
| Лицо     | ед. число           | мн. число           | ед. число           | мн. число           | ед. число       | мн. число       | ед. число       | мн. число       |
| -------- | ------------------- | ------------------- | ------------------- | ------------------- | --------------- | --------------- | --------------- | --------------- |
| 1-е лицо | буду вести          | будемо вести        | вестиму             | вестимем, -ме       | приведу         | приведемо       | закричу         | закричимо       |
| 2-е лицо | будеш вести         | будете вести        | вестимеш            | вестимете           | приведеш        | приведете       | закричиш        | закричите       |
| 3-е лицо | буде вести          | будуть вести        | вестиме             | вестимуть           | приведе         | приведуть       | закричить       | закричать       |

Прошедшее время глагола образуется с помощью суффикса -в- / -л- и родовых окончаний -ø, -а, -о, -и. В ряде случаев при образовании форм прошедшего времени в основах глаголов отмечается чередование гласных е — i: нес-ти «нести» — ніс «нёс».

Давнопрошедшее время глагола образуется аналитически сложением основного глагола в форме прошедшего времени с личными формами прошедшего времени вспомогательного глагола бути.
Спряжение глагола вести в форме прошедшего и давнопрошедшего времени:
| Время                | Единственное число | Единственное число | Единственное число | Множественное число |
| Время                | Мужской род        | Средний род        | Женский род        | Множественное число |
| -------------------- | ------------------ | ------------------ | ------------------ | ------------------- |
| Прошедшее время      | вів                | вело               | вела               | вели                |
| Давнопрошедшее время | був вів            | було вело          | була вела          | були вели           |

Наклонения
В украинском языке выделяют три морфологически выражаемых наклонения (спосіб дієслова): изъявительное (дійсний), условное (умовний) и повелительное (наказовий). Семантически выделяется также форма побудительного наклонения, кроме того, значение побуждения может быть выражено формами условного наклонения.
К формам изъявительного наклонения относят формы глаголов, выражающих реальное действие или состояние в настоящем, прошлом или будущем времени: дивлюся «смотрю», дивився «смотрел», дивитимуся «буду смотреть».
В повелительном наклонении употребляются только формы глаголов 2-го лица: в единственном числе — дивись «смотри», пиши «пиши», бери «бери», сядь «сядь», стань «стань», їж «ешь», дай «дай»; во множественном числе — дивіться «смотрите», пишіть «пишите», беріть «берите», сядьте «сядьте», станьте «станьте», їжте «ешьте», дайте «дайте». Кроме того, формы повелительного наклонения могут быть образованы и для 1-го лица множественного числа: пишімо «пишем!» берімо «возьмём!», сядьмо «сядем!» станьмо «станем!», їжмо «едим!», даймо «дадим!». Значение повелительного наклонения 3-го лица может быть выражено аналитическим способом — сложением основных глаголов в форме настоящего времени с повелительными частицами хай «пусть», нехай «пускай»: хай (нехай) несе «пусть (пускай) несёт», хай (нехай) несуть «пусть (пускай) несут».
Побудительное наклонение передаёт ослабленное значение апеллятивности и может употребляться только для форм 1-го лица множественного числа: подивимось «посмотрим!», ходімо «идём!», «пошли!».
Условное наклонение образуется сложением причастий (с личными окончаниями) с условной частицей би (б) «бы» («б»): зробив би, якби хотів «сделал бы, если бы хотел». Формы условного наклонения могут выражать также значение побуждения к действию: Ти б зробив що-небудь «Ты бы сделал что-нибудь!».
Неличные формы
Причастия употребляются весьма ограничено. Активные причастия прошедшего времени образуются только от непереходных глаголов, как правило совершенного вида: розквітлий, облізлий; пассивные — от переходных глаголов: зроблений, розписаний; реже (в основном, в научном стиле) употребляются активные причастия настоящего времени: зростаючий, оновлюючий.
Есть деепричастия совершенного вида (прошедшего времени) — зробивши и несовершенного вида (настоящего времени) — роблячи.

#### Наречие
Наречия в украинском языке образуют несколько групп, различающихся по происхождению и словообразовательной структуре. В первую очередь, это отадъективные качественно-определительные наречия: добре «хорошо», близько «близко» и т. п. Помимо них к наречиям относятся формы косвенных падежей той или иной части речи: формы существительных (бігом «бегом», додому «домой», вгорi «наверху»), прилагательных (вручну «вручную», востаннє «в последний раз», по-батьківському «по-отечески»), числительных (вдвоє «вдвое», по-друге «во-вторых»), местоимений (зовсім «совсем», потім «потом»), деепричастий (сидячи «сидя», нехотя «нехотя») и т. д. Качественно-определительные наречия с суффиксами -о, -е образуют степени сравнения: добре — краще «лучше», найкраще «лучше всего»; близько — ближче «ближе», найближче «ближе всего».

#### Словообразование
Основным способом словообразования в украинском языке является аффиксация. Менее продуктивны словосложение (в том числе в сочетании с суффиксацией), конверсия (в основном субстантивация имён прилагательных) и аббревиация.

### Лексика
Основу лексики украинского языка составляют слова общеславянского происхождения:
земля́,
голова́,
рука́,
нога́,
о́ко,
си́н «сын»,
пра́вда,
лі́то «лето»,
зима́,
жи́то «рожь»,
ри́ба «рыба»,
би́к «бык»,
кі́нь «конь»,
бджола́ «пчела»,
коси́ти «косить»,
носи́ти «носить»,
бі́лий «белый»,
два,
я,
ми «мы»,
за и т. д.,
а также слова общевосточнославянского происхождения:
сім’я́ «семья»,
бі́лка «белка»,
соба́ка,
короми́сло «коромысло»,
ківш «ковш»,
си́зий «сизый»,
хоро́ший,
со́рок,
дев’яно́сто «девяносто» и т. д.
При этом большое количество общевосточнославянских слов изменило своё значение в сравнении с лексикой русского и белорусского языков:
чолові́к «супруг», «муж», «мужчина» (рус. человек, бел. чалавек — укр. люди́на «человек»),
дружи́на «супруга»,
пита́ти «спрашивать» и т. д.
Ряд украинских слов представляет собой региональную восточнославянскую лексику и локальные заимствования из других языков:
ба́брати «пачкать»,
ба́жа́ний «желанный»,
байду́жий «безразличный»,
бари́тися «медлить»,
взагалі́ «вообще» и т. д.
Важнейшими заимствованиями украинского языка являются грецизмы, латинизмы, полонизмы, русизмы (включая иноязычные заимствования через русский язык), тюркизмы, германизмы. В настоящее время основной источник заимствований — английский язык.
В XVIII—XX веках слова из западноевропейских языков заимствовались через русский язык (в восточной части Украины) и или польский язык (в Галиции), либо деятели украинской культуры вводили слова западноевропейского происхождения непосредственно из этих языков (то, что русский и польский языки заимствовали слова, влияло на то, что их заимствовал и украинский).
Согласно исследованиям А. Ф. Журавлёва, на уровне праславянской лексики ближе друг к другу белорусский и украинский языки, оба этих языка, в свою очередь, лексически ближе к наречиям русского языка. Далее, к украинскому близкими являются (по мере убывания лексических сходств) польский, словацкий, чешский, словенский и болгарский языки. Т. И. Вендина, исследовавшая лексические материалы ОЛА, также отмечает высокую степень лексического единства восточнославянских языков по отношению к другим славянским языкам.
Согласно исследованиям украинских лингвистов (К. Н. Тищенко и других), лексически ближайшим к украинскому является белорусский язык (84 % общей лексики), затем идут польский (70 %), сербский (68 %) и русский язык (62 %) (для сравнения, у русского с болгарским — 73 % общей лексики, с сербским — 66 %, с польским — 65 %, а у немецкого с датским — 59 %).
Близость лексики с польским языком и отличие от русского объясняются как сохранением в обоих языках древней славянской лексики, утраченной в современном русском (або, вапно, коло,…), так и значительными взаимными польско-украинскими языковыми контактами (прослеживаются ещё со времён Киевской Руси) при почти полном отсутствии церковнославянизмов, составляющих заметную долю русского словаря. Примеры заимствований из польского: пе́вен (пе́вний) (<праслав. *ръvьnъ(jь) — pewien, pewny, при украинском происхождении должно было бы быть *по́вний, так как связано со словом упова́ти (< *у-пъв-ати); хло́пець (но холо́п) — пол. chłopiec (chłop); черво́ний — пол. czerwony (стропольс. czyr(z)wiony) (где украинское диалектное черле́ний < др.-рус. чьрвлєнꙑй); строка́тий (< *срокатий) — пол. srokaty (сравни соро́ка, диал. сорока́тий — пол. sroka «сорока») и другие.
Особенности языка обнаруживаются в словообразовательных моделях и наиболее рельефно в лексике — в так называемых лексических украинизмах.
Заметно влияние украинского языка на другие славянские языки, особенно на польский, а также на русский язык и белорусский язык. В польский были заимствованы украинские слова czereśnia — «черешня», в русский — галушки , румынский — ştiucă «щука», holub «голубь» и т. д..
Влияние украинского языка испытывала также лексика южнорусского наречия русского языка. Наиболее заметно это влияние на Нижнем Дону: байдюже, драбина, жменя, заевый, кодра, кохать, нехай, нехаянный, позычить, репаться, трохи, трошки, шлях, шукать и др. При этом часть из заимствованных слов — польского происхождения.